# ناميتا
نامیتا (بالإنجليزية: Namita)‏ الربة الأم البدئية لشعب البابوان في غينيا الجديدة. حبلت من إصبعها الكبير، وولدت توأمين. قتلت بناء على طلبها ومن دمها أمكن خلق الكائنات البشرية الأوائل.